# Francisco Sá
Francisco Pedro Manuel Sá (* 25. Oktober 1945 in Las Lomitas, Argentinien) ist ein ehemaliger argentinischer Fußballspieler. Auf Vereinsebene bei Independiente Avellaneda und den Boca Juniors sehr erfolgreich, nahm er mit der Nationalmannschaft seines Heimatlandes auch an der Fußball-Weltmeisterschaft 1974 teil.

## Karriere

### Vereinskarriere
Francisco Sá spielte die ersten Jahre seiner fußballerischen Laufbahn für kleine Vereine in der nordargentinischen Provinz Formosa, in der er 1945 auch geboren wurde. Als Spieler des dortigen Klubs Huracán Corrientes erweckte er das Interesse der Talentspäher von CA River Plate, dem erfolgreichsten argentinischen Fußballverein überhaupt, wo er 1969 einen Vertrag unterzeichnete. Bei River Plate konnte sich Francisco Sá jedoch nicht durchsetzen und kam in zwei Jahren auf nur zwei Einsätze in der Profimannschaft von River.
Ab 1971 spielte Francisco Sá in der Folge für CA Independiente. Bei dem Verein aus dem bonarenser Vorort Avellaneda wirkte der Verteidiger entscheidend an der erfolgreichsten Phase der Vereinsgeschichte mit. Zwischen 1972 und 1975 gewann man viermal in Folge die Copa Libertadores, den wichtigsten Fußballwettbewerb für Vereinsmannschaften in Südamerika. 1973 gewann man außerdem den Weltpokal. Grundlage für diese Erfolge auf internationaler Ebene war dabei der Sieg in der Primera División 1971, was den ersten Titelgewinn von Francisco Sá im Trikot von CA Independiente darstellte. Insgesamt kam der Abwehrspieler auf 180 Ligaspiele für den Verein, in denen ihm sechs Tore gelangen. In dieser Zeit gewann Francisco Sá mit Independiente sechs wichtige Titel. 1975 verließ er den Verein nach fünf überaus erfolgreichen Jahren und schloss sich den Boca Juniors an.
Im Bombonera-Stadion war Francisco Sá ebenfalls erfolgreich. Unter Trainer Juan Carlos Lorenzo wurde in den Jahren 1977 und 1978 zweimal in Serie die Copa Libertadores gewonnen, womit Sá nun für sich persönlich auf sechs Siege in diesem Wettbewerb kommt, was bis heute von keinem anderen Spieler erreicht wurde. Im Jahr 1977 konnte man zudem durch einen Erfolg über den deutschen Verein Borussia Mönchengladbach den Weltpokal erringen. Ferner gelang Francisco Sá mit den Boca Juniors, wo er in einer Mannschaft mit anderen Größen des argentinischen Fußballs jener Zeit wie etwa Roberto Mouzo, Rubén Suñé oder Hugo Gatti, in den Jahren 1976 und 1981 zweimal der Gewinn des Metropolitano-Wettbewerbs der argentinischen Fußballmeisterschaft. 1980 wurde er bei einer Dopingkontrolle positiv auf Ephedrin getestet und für drei Monate gesperrt. Im Jahr seines letzten Titelgewinns, 1981, hatte Sá seinen Stammplatz bereits eingebüßt und verließ den Verein nach Ende der Saison auch. Für ein Jahr wechselte er zu CA Gimnasia y Esgrima de Jujuy, wo er noch ein Spiel machte und seine fußballerische Laufbahn 1982 im Alter von 37 Jahren beendete.

### Nationalmannschaft
Zwischen 1973 und 1974 kam Francisco Sá auf fünfzehn Länderspiele in der argentinischen Fußballnationalmannschaft. Dabei gelang ihm allerdings kein Torerfolg. Von Nationalcoach Vladislao Cap wurde er ins Aufgebot der Südamerikaner für die Fußball-Weltmeisterschaft 1974 in Deutschland berufen. Im Turnierverlauf fungierte Sá in der Verteidigung der argentinischen Mannschaft, die unter anderem mit Spielern wie Mario Kempes, René Houseman oder Ubaldo Fillol antrat, als absoluter Stammspieler und machte fünf von sechs Spielen. Im zweiten Spiel der Zwischenrunde verletzte er sich allerdings und musste ausgetauscht werden. In Folge dieser Verletzung verpasste Sá auch das letzte Zwischenrundenspiel gegen die DDR. Das Ausscheiden Argentiniens war aber schon vor dem abschließenden Spiel sicher.

## Erfolge
- Copa Libertadores (6):

1972, 1973, 1974, 1975 mit CA Independiente
1977, 1978 mit den Boca Juniors
- Weltpokal (2):

1973 mit CA Independiente
1977 mit den Boca Juniors
- Argentinische Meisterschaft (4):

Metropolitano 1971 mit CA Independiente
Metropolitano 1976, Nacional 1977, Metropolitano 1981 mit den Boca Juniors